# Лазе Гащовски
Лазе Николов Гащевски (на македонска литературна норма: Лазе Николов Гаштевски) е югославски партизанин и деец на НОВМ.

## Биография
Роден е през януари 1913 година в окупираното от гръцки войски по време на Балканската война леринско село Долно Котори. През 1925 година се премества в Бистрица. Завършва основно училище в Кърстоар. През 1931 година се жени. През 1940 година заминава в Югославия да учи, където остава до окупирането ѝ от немските сили. Тогава е арестуван, но успява да избяга. Става член на ЮКП. Арестуван е от българската полиция през септември 1942 година и осъден на 15 години затвор. Лежи в затвора в Скопие до пролетта на 1943 година, а след това е преместен да работи в мина в Благоевград. Успява да избяга от там заедно с 30 души и влиза в редиците на трета македонска ударна бригада. Участва в битки с бригадата из Мариово, Каймакчалан, Дебър и Егейска Македония. На 24 август 1944 година загива в битка край рудника Лояне.